# Chamdo Champa Ling

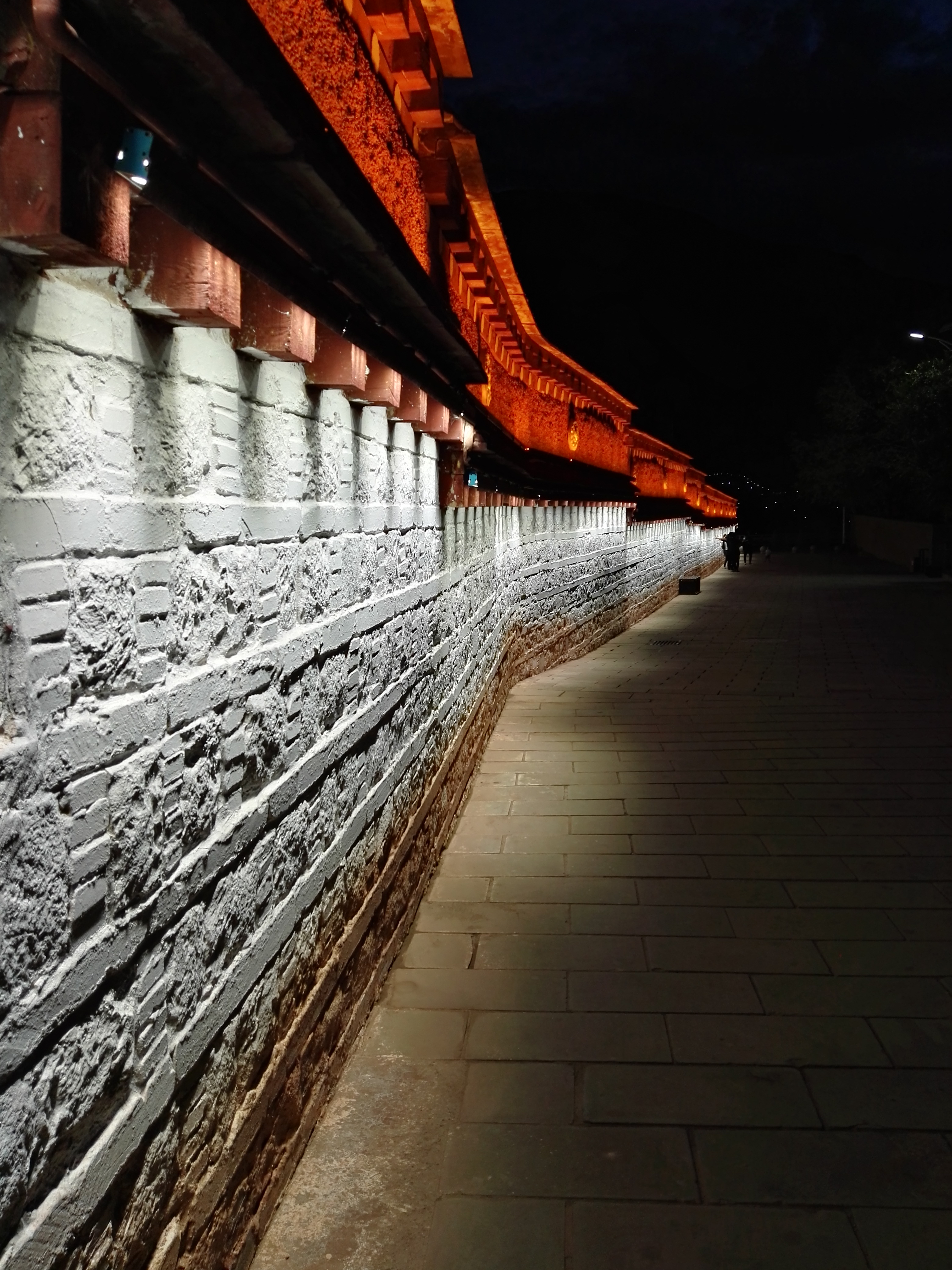
Chamdo Champa Ling

Chamdo Champa Ling (tib.: chab mdo byams pa gling) bzw. das Chamdo-Kloster, Qamdo-Kloster oder Changdu-Kloster ist ein historisch bedeutendes Kloster der Gelug-Schule des tibetischen Buddhismus im Osten Tibets im Grenzgebiet zu Qinghai. In seiner Blütezeit lebten in ihm mehr als fünftausend Mönche und es hatte etwa hundertdreißig Nebenklöster. Es das größte und früheste Gelugpa-Kloster im Gebiet von Kham. Lobsang Tendzin Geleg Namgyel, der Vizevorsitzende der 11. Konsultativkonferenz des chinesischen Volkes (PKKCV), ist seit 1942 die 11. Phagba-Lha-Reinkarnation des Klosters.
Das Kloster liegt im Dagmala-Gebirge am Oberlauf des Mekong (Lancang Jiang) in der Großgemeinde Chengguan des Stadtbezirks Karub der Stadt Qamdo, Tibet, Volksrepublik China, am Zusammenfluss der beiden Flüsse Dza Chu (杂曲,  Za Qu) mit dem Ngom Chu (昂曲,  Ang Qu) auf dem „Drachenberg“. Der Bau des Klosters wurde 1437–1444 von Jangsem Sherab Sangpo (Jansem Sherab Zangpo) aus Kham, einem Schüler Tsongkhapas, in Angriff genommen, der zunächst im Kloster Sera in Lhasa seine Ausbildung erhielt.
Das amtliche bronzene Siegel wurde dem Sechsten Pagbalha Hutugtu Jigme Tenpe Gyatsho von Kaiser Kangxi im 5. Monat des 58. Jahres der Kangxi-Ära (1719) in der Qing-Dynastie verliehen. Von da an war er einer der im Lifanyuan, d. h. dem Ministerium für Minoritäten-Angelegenheiten, registrierten großen Kuutuktus.
Die Haupthalle des Klosters ist umgeben von Wächterhalle, Tara-Halle, Sutren-Debattier-Hof, Gedorlha-Palast, Galdan Phobrang, neun Dratshang (Fakultäten), Sutren-Druckerei, Dratshang-Praxis-Halle und acht Dagobas Es besitzt eine große Sammlung von metallenen, hölzernen und tönernen Buddhastatuen, Thangka-Bilderrollen, Sakralobjekten und buddhistischen Schriften.
Es ist berühmt für einen an einem bestimmten Fest veranstalteten religiösen Maskentanz springender Wächtergottheiten.
Das Kloster steht seit 2013 auf der Liste der Denkmäler der Volksrepublik China (7-1401).